# Spytkowice (gmina, Wadowice)
Pour les articles homonymes, voir Spytkowice.
Spytkowice est une gmina rurale du powiat de Wadowice, Petite-Pologne, dans le sud de la Pologne. Son siège est le village de Spytkowice, qui se situe environ 13 km au nord de Wadowice et 33 km à l'ouest de la capitale régionale Cracovie.
La gmina couvre une superficie de 47,03 km2 pour une population de 9 376 habitants.

## Géographie
La gmina inclut les villages de Bachowice, Lipowa, Miejsce, Półwieś, Ryczów et Spytkowice.
La gmina borde les gminy de Alwernia, Brzeźnica, Czernichów, Tomice et Zator.